# Henri Weewauters
Henri Weewauters (8 de novembre de 1875 - ?) va ser un regatista belga que va competir durant el primer quart del segle xx. Disputà dues edicions dels Jocs Olímpics i guanyà dues medalles.
El 1908 va prendre part en els Jocs Olímpics de Londres, on va guanyar la medalla de plata en la categoria de 6 metres del programa de vela. Weewauters navegà a bord del Zut junt als germans Louis i Léon Huybrechts.
El 1920, als Jocs d'Anvers, guanyà una medalla de bronze en la categoria de 8 m. (1919 rating) a bord de l'Antwerpia V i acompanyat per Willy de l'Arbre, Georges Hellebuyck i Léopold Standaert.